# Richard Fehrenbach
Richard Fehrenbach (* 7. August 1920 in Freiburg im Breisgau; † 26. September 1976 ebenda) war ein Freiburger Maschinenbau-Ingenieur, der als Berufsschullehrer das erste Freiburger Planetarium konstruierte und mit Schülern und Lehrern zusammen erbaute.

## Ausbildung und Beruf
Richard Fehrenbach besuchte die Oberrealschule in Freiburg im Breisgau. Anschließend studierte er von 1938 bis 1941 Maschinenbau an der Ingenieurschule in Friedberg (Hessen). 
Er arbeitete als Konstruktions-Ingenieur im Motoren- und Flugzeugwerk Junkers. Während der Zeit des Nationalsozialismus und des Zweiten Weltkriegs wurde er Leiter der Werft der Luftwaffe und daher am Ende des Krieges in amerikanische Gefangenschaft genommen. 
Nach seiner Entlassung aus der Gefangenschaft bewarb er sich 1948 für den Schuldienst an den Beruflichen Schulen in Freiburg. Er unterrichtete dort 28 Jahre lang bis zu seinem Tod im Jahr 1976.

## Initiator und Konstrukteur des Planetariums
Während der Bauplanung der Gewerbeschule II an der Freiburger Friedrichstraße regte Richard Fehrenbach an, auf dem Schulgebäude eine Kuppel für ein Projektions-Planetarium zu bauen. Schulleitung und Schulträger stimmten seinem Vorschlag zu, das Planetarium nach Fehrenbachs Plänen von Schülern und Lehrern in den Schulwerkstätten bauen zu lassen.
Fehrenbach und sein Team haben Baden-Württembergs ersten Planetariumsprojektor ab 1959 in 12-jähriger Bauzeit aus zahlreichen Zahnrädern, Lampen, Linsen, Elektromotoren und Schleifringen verwirklicht. Für Berechnungen, Versuche und Konstruktion wendete Fehrenbach neben seiner beruflichen Tätigkeit 20 000 Arbeitsstunden auf.
Nach fast 30-jähriger Betriebszeit und rund 10 000 Vorführungen ist der Projektor von Richard Fehrenbach heute im neuen Planetarium Freiburg ausgestellt, das im Jahr 2002 im Freiburger Bahnhofsgebäude eingerichtet wurde.